# Pedro Mercado
Pour les articles homonymes, voir Mercado.
Pedro Mercado, né le 29 juin 1923 à San Rafael (Mendoza) et mort le 2 avril 2001, est un colonel, joueur de polo et cavalier argentin de concours complet.

## Carrière
Il est médaillé d'or du concours complet par équipe lors des Jeux panaméricains de 1951 à Buenos Aires avec Julio César Sagasta et Fernando Urdapilleta.
Il participe également aux Jeux panaméricains de 1955 à Mexico.
Aux Jeux olympiques d'été de 1952 à Helsinki, il termine 4e de l'épreuve individuelle de concours complet.

## Ressources
- Murió el coronel Mercado - LA NACION